# Pierre André Servais Kerens
Pierre André Servais Kerens (voornamen ook Pieter Andries Servaas of Petrus Andreas Servatius; achternaam ook Kerens de Wolfrath, soms gespeld Kerèns) (Mechelen, 22 juli 1780 - Maastricht, 6 april 1862) was een militair en politicus in het Verenigd Koninkrijk der Nederlanden en later in het Koninkrijk der Nederlanden.

## Levensloop
Kerens was een telg uit het Maastrichtse geslacht Kerens. Hij was een zoon van de advocaat Andreas Kerens (1726-1781) en Isabelle Agnes Roosen (1744-1808). Hoewel geboren in Mechelen, waar zijn vader raadsheer en rekwestmeester was in de Grote Raad van Mechelen, was hij feitelijk Maastrichtenaar. Zijn vader verwierf in 1803 Kasteel Wolfrath bij Holtum, dat door de Fransen geconfisqueerd was, en voegde daarna "de Wolfrath" toe aan zijn naam.
Pierre begon zijn loopbaan in de Franse Tijd als kapitein der infanterie. Daarna was hij achtereenvolgens lid van Provinciale Staten van Limburg, gedeputeerde van Limburg, Waarnemend gouverneur van Limburg (in verband met het ontslag van de Beeckman Libersart) en voorzitter van de provinciale raad. Hierna was hij korte tijd Tweede Kamerlid.
Kerens was sinds 1817 lid van de ridderschap in Limburg. Hij overleed op 81-jarige leeftijd in Maastricht.

## Nakomelingschap
Pierre André Servais Kerens trad op 15 mei 1834 te Maastricht in het huwelijk met barones Marie Philippine Louise Josèphe de Bounam de Ryckholt (1799-1882). Het echtpaar kreeg vijf kinderen, van wie alleen de vier dochters de volwassenheid bereikten:
1. Julie Marie Louise Kerens (1835-1911), gehuwd met baron Guillaume Louis Dominique Joseph de Crassier (1804-1880), 1e president van het Hof van Cassatie te Brussel, 3 kinderen
2. Marie Henriette Josephine Kerens (1835-1898)
3. Théophile Marie Alexandre Kerens (1837-1842)
4. Zoë Marie Constance Kerens (1839-1884), gehuwd met 1) Charles Ernest Godefroid de Waremme (1843-1870) en 2) Victor Alfred Marie de Pierpont, 1 kind?
5. Clotilde Marie Françoise Kerens (1841-1920), gehuwd met graaf Leopold de Looz-Corswarem (1827-1907), 6 kinderen

- Biografisch Portaal: 13459878
- Parlement.com: vg09llqz10xg